# Paquita Torres
Francisca Torres Pérez, conocida como Paquita Torres, (Bailén, 22 de abril de 1948) es una modelo española.

## Biografía
Nació el 22 de abril de 1948 en la ciudad de Bailén, concretamente en la calle María Bellido. Es la quinta de seis hermanos, y, lamentablemente, perdió a sus padres a muy temprana edad. 
A los dieciocho años se convierte en Miss España 1966, representando a la provincia de Málaga, lugar donde trabajaba (camarera de pisos en el Parador nacional «Málaga del Golf», cuyas compañeras pusieron una derrama para comprarle el vestido de la ceremonia de gala), para un año más tarde convertirse en Miss Europa 1969. Además, quedó finalista en el certamen Miss Universo 1966.
Está casada con el ex-baloncestista Clifford Luyk, con el que tuvo 3 hijos; Sergio, Estefanía y Alex.

## Sucesión de Miss España
| Predecesora: Alicia Borrás | Miss España 1966 | Sucesora: Francisca Delgado Sánchez |